# Dahiana Bogarín
Dahiana Monserrat Bogarín Giménez (Paraguay; 13 de noviembre de 2000) es una futbolista paraguaya. Juega de volante y su equipo actual es el Colo-Colo de la Primera División de Chile. Es internacional absoluto por la selección de Paraguay desde 2019.

## Trayectoria
Bogarín comenzó su carrera en el Cerro Porteño.
El 7 de noviembre de 2020, Bogarín se unió al Maccabi Kishronot Hadera F.C. de la Ligat Nashim israelí. Dejó el club en julio de 2021, y regresó a Paraguay donde se incorporó al Olimpia.
En mayo de 2022, Bogarín fichó en el Colo-Colo de la Primera División de Chile.

## Selección nacional
A nivel juvenil, Bogarín disputó el Campeonato Sudamericano Sub-17 de 2016, la Copa Mundial Sub-17 de 2016, el Campeonato Sudamericano Sub-20 de 2018 y la Copa Mundial Sub-20 de 2018.
Debutó en la selección de Paraguay el 7 de noviembre de 2019 en la derrota por 1-2 ante Argentina por un amistoso.

## Clubes
| Club                          | País     | Año       |
| ----------------------------- | -------- | --------- |
| Cerro Porteño                 | Paraguay |           |
| Maccabi Kishronot Hadera F.C. | Israel   | 2020-2021 |
| Olimpia                       | Paraguay | 2021-2022 |
| Colo-Colo                     | Chile    | 2022-2024 |

## Vida personal
Su hermano Rodrigo Bogarín también es futbolista.